# 土斷
土斷是一種把新來的移民編入戶籍的行動，最早執行於晉朝，華北世族時為各種動亂而遷居江南，遷徙而來的世族並未有當地的戶籍，仍稱原本的籍貫。
此外，當時華北來的流民，使用流動戶口：「白籍」，並未有當地的戶籍：「黃籍」，故繳稅上發生了問題，土斷是指撤銷僑郡僑縣，以所居土地为斷，故名。
西晉，晋武帝太康五年（284年），汝南王司马亮、司空卫瓘建議使用土斷，這是土斷最早的開始。
東晉時共有四次土斷，晉成帝咸和二年（327年）開始整理户籍，被称为“晉籍”。咸和三年實行土斷，咸康七年（341年）四月，晉成帝下令第二次实行土断，胡三省在注釋令文“實編戶，王公己下皆正土斷白籍”時誤解第二次土斷為第一次土斷。晉哀帝興寧二年（364年），大司马桓温推行第三次土断以整顿户籍，史称庚戌土斷。义熙九年（413年），太尉刘裕因桓温庚戌土断过时已久，“王化所以未純，民瘼所以猶在”，決定再實行土断，是為第四次土斷——义熙土断。
南北朝時亦有土斷措施，由於“吏貪其賄，民肆其奸”，效果並不昭著，齊武帝永明四年，整理戶籍引起唐寓之聚白籍叛亂，人稱白賊之亂。